# Combat de Serobeti
Guerre des Mahdistes
Batailles
- Aba
- El Obeid
- Première bataille d'El Teb
- Deuxième bataille d'El Teb
- Tamai
- Trinkitat
- El Eilafun
- Abu Klea
- Abu Kru
- Khartoum
- Kirbekan
- Hashin
- Tofrek
- Ginnis
- Metemma
- Toski
- Agordat
- Barca
- Tokar
- Serobeti
- Agordat
- Kassala
- Gulusit
- 1er Sebderat
- 2e Sebderat
- Mokram
- Tucruf
- Firkat
- Hafir
- Bedden
- Redjaf
- Abu Hamed
- Atbara
- Omdurman
- Fachoda
- Gedaref
- Roseires
- Umm Diwaykarat

Le combat de Serobeti est livré le 16 juin 1892 pendant la guerre des Mahdistes du Soudan.

## Histoire
Sévèrement battus par les Italiens en 1890 lors du combat d'Agordat, les Derviches s'abstiennent pendant deux ans de pénétrer en Érythrée. Début juin 1892 cependant, une expédition forte d'un millier d'hommes attaque les habitants de la vallée de la Barka. Le 16 juin, la 4e compagnie du 1er bataillon indigène, commandée par le capitaine Hidalgo, affronte les envahisseurs à Serobeti et leur inflige une cuisante défaite, les contraignant à rentrer au Soudan après avoir abandonné leurs prisonniers et leur butin.

## Sources
- (it) Emilio Faldella, Storia degli eserciti italiani, Bramante editrice, 1976
- (it) Francesco Valori, Dizionario delle battaglie, casa editrice Ceschina, Milan, 1968